# Monophadnoides rubi
Monophadnoides rubi is een bladwesp die behoort tot de orde van de vliesvleugeligen (Hymenoptera). De soort komt voor in Noord-, Midden- en West-Europa. In Nederland is ze algemeen, maar in België is ze eerder zeldzaam.
De larven van deze bladwesp leven op de bladeren van frambozenplanten en kunnen hevige vraatsporen aanrichten.

## Collectie-items
Er bevinden zich 9 exemplaren in de insectencollectie van C.A. Triplehorn aan de Ohio State University in de Verenigde Staten.

## Foto's

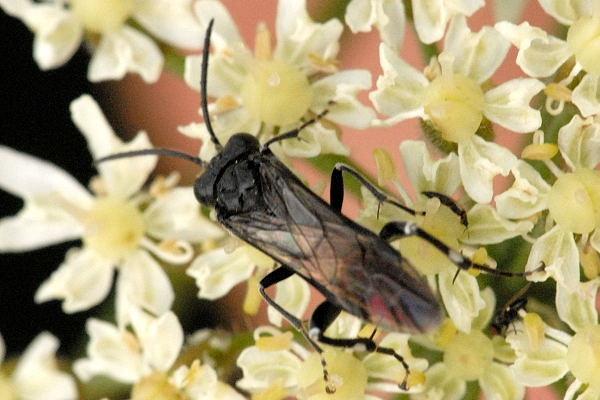
Volwassen bladwesp.